# باستيان كنيتيل
باستيان كنيتيل (بالألمانية: Bastian Knittel) مواليد 8 أغسطس 1983م في شتوتغارت، هو لاعب كرة مضرب ألماني، بدأ مسيرته كمحترف سنة 2003م ويلعب باليد اليسرى. أعلى تصنيف له في الفردي كان المركز الـ 157 في سنة 2011م، وأعلى تصنيف له في الزوجي كان المركز الـ 201 في سنة 2011م.

## النهائيات

### الفردي: 2 (1–1)
| الحصيلة | الرقم | التاريخ       | الدورة              | الأرضية | الخصم في النهائي | النقاط         |
| الوصيف  | 1.    | 18 أبريل 2010 | كلينوبينج، البرازيل | ترابية  | ماركوس دانييل    | 5–7, 7–65, 4–6 |
| الفوز   | 2.    | 30 يناير 2011 | هايلبرون، ألمانيا   | صلبة    | دانييل براندز    | 7–64, 7–65     |

## روابط خارجية
- باستيان كنيتيل على موقع رابطة محترفي التنس (الإنجليزية)
- باستيان كنيتيل على موقع الاتحاد الدولي لكرة المضرب (الإنجليزية)
- باستيان كنيتيل على موقع خلاصة التنس.كوم (الإنجليزية)
- باستيان كنيتيل على موقع إي إس بي إن.كوم (الإنجليزية)